# Sila Puafisi

a Compétitions nationales et continentales officielles uniquement.

b Matchs officiels uniquement.
Dernière mise à jour le 8 juin 2024.
Sila Puafisi, né le 15 avril 1988 à Tefisi (Tonga), est un joueur de rugby à XV international tongien évoluant au poste de pilier. Il mesure 1,85 m pour 122 kg.

## Carrière

### En club
Sila Puafisi a commencé par évoluer dans le championnat amateur tongien, avec le club de Sila Pelu Ua entre 2008 et 2010 puis avec Toa-ko-Ma’afu en 2011, et enfin avec le club néo-zélandais du Karaka RFC entre 2012 et 2013.
Il a ensuite fait ses débuts professionnels en 2013 avec la province néo-zélandaise de Tasman en NPC.
Après une saison, il quitte la Nouvelle-Zélande pour l'Angleterre et il rejoint le club Gloucester qui évolue en Aviva Premiership à partir du mois de novembre 2013.
En 2015, il signe un contrat d'une saison avec le club écossais des Glasgow Warriors en Pro12. Il prolonge par la suite son contrat pour une saison supplémentaire.
Le club français du CA Brive, évoluant en Top 14, le fait signer à partir de la saison 2017-2018. 
Le CA Brive étant relégué en Pro D2 au terme de sa première saison au club, il s'engage avec le Stade rochelais pour deux saisons. Il sera peu utilisé avec le club maritime, avec vingt-huit rencontres, dont seulement six titularisations. Il n'est pas conservé au terme de son contrat, et quitte le club en juin 2020.
Sans contrat professionnel, il fait son retour au niveau amateur néo-zélandais avec son ancien club du Karaka RFC en avril 2021. En juillet de la même année, il est retenu dans l'effectif de la province des Counties Manukau pour la saison 2021 de NPC. Il n'a toutefois pas l'occasion de jouer avec cette équipe, puisque la saison 2021 des Counties Manukau est fortement écourtée en raison des mesures sanitaires appliquées à la région d'Auckland dans le cadre de la pandémie de Covid-19.
Après son passage avec les Counties Manukau, il rejoint en mars 2022 le club japonais de Hanazono Kintetsu Liners, évoluant en deuxième division de League One. Il joue quatre matchs avec cette équipe.
Plus tard en 2022, il retourne jouer en Nouvelle-Zélande, et s'engage cette fois avec la province de Northland pour la saison de NPC. Il s'agit de sa dernière saison de sa carrière de joueur professionnel,.

### En équipe nationale
Sila Puafisi obtient sa première cape internationale avec l'équipe des Tonga le 9 juillet 2011 à l’occasion d’un match contre l'équipe du Japon à Suva.
Il fait partie du groupe tongien sélectionné pour participer à la coupe du monde 2015 en Angleterre. Il dispute quatre matchs contre la Géorgie, la Namibie, l'Argentine et la Nouvelle-Zélande.

## Palmarès

### En club
Néant

### En équipe nationale
- 31 sélections.
- 0 point.
- Participations à la Coupe du monde 2015 (4 matchs).